# Biersted
Biersted er en by i Vendsyssel med 1.613 indbyggere  (2024), beliggende i Biersted Sogn ca. 5 km øst for Aabybro. Biersted hører til Jammerbugt Kommune og ligger i Region Nordjylland. Byens kirke ligger på det højeste punkt i den tidligere Aabybro Kommune, nemlig Biersted Bakke. En person fra Biersted kaldes en Bjessing. Byens oprindelige navn er Bjergsted.
Biersted ligger lige på kanten af Store Vildmose. Landsbyen har en skole med elever til og med niende klasse, en børnehave, en købmand, en tankstation, skolefritidsordning og en del foreninger. Tidligere havde Biersted fire købmænd, tre tankstationer en bager en slagterbutik en cykelhandler og et posthus. Efter åbningen af motorvejen mellem Aalborg og Hirtshals ligger Biersted 8 km fra motorvejen.

## Områdets betydning for Jammerbugten
Biersted har stor betydning som boligby, i pendlingsopland til Aalborg. Byen ligger højt placeret på en bakkeø i landskabet, og har med den gode trafikale forbindelse til Aalborg og veludbygget offentlig service gode udviklingsmuligheder.
Områdets historie som stationsby understreges af stiforbindelsen banestien, som med den grønne kile udgør et aktiv for byens samspil med Nørhalne og Aabybro. Byens udvikling i 1960-80’erne gør den til et godt eksempel på en landsbys omdannelse til oplandsby, og Biersted er i dag et godt eksempel på især 1970’ernes byggestil med parcelhusudbygning.
Biersted har en god og central beliggenhed med kun ca. 17 km til Aalborg, og der er kun lidt gennemgående trafik.

## Biersted i tal
Biersted-området har en befolkningstæthed på 78 indbyggere pr. km². Indbyggertallet i Biersted er i en årrække faldet med ca. 400 siden 1980, men siden 2002 har været en positiv udvikling. Til- og fraflytningen er lav med årligt 5-6% af befolkningen. Der er 49% kvinder og 51% mænd.
Biersted-området er på 26 km², der er 1.993 borgere og 845 boliger.
Biersted by har 1.656 beboere og der er 708 boliger, og dermed er Biersted kommunens 6. største by næst efter Kås og hovedbyerne. Der er i løbet af de seneste 12 år opført 51 boliger, ligeligt fordelt mellem parcelhuse og rækkehuse. Det svarer til ca. 4 boliger pr. år.

## Offentlig og privat service
Der er alle typer af offentlig og privat service i området, idet der især er en høj andel af undervisnings-, daginstitutions- og sundhedsareal.
Biersted Skole har ca. 361 elever fordelt på klassetrinene 0. - 9. klasse samt et specialklasseafsnit. Der er endvidere børnehaven Børnehuset Biersted, SFO’erne Fristedet og Bissen samt Biersted Plejecenter. Der er idrætshal og idrætsbaner i området samt andre faciliteter især i forbindelse med Biersted Skole.
I landområdet ligger Centralgården og Gård 18 - Vildmoseporten, der i dag fungerer som et foreningsbaseret vildmosemuseum, og som er et stort aktiv for formidling af områdets kultur- og naturhistorie.
Lokalhistorisk arkiv ved Biersted Skole samler de lokalhistoriske samlinger for både Biersted og Nørhalne-området. Det lokalhistoriske arkiv i Biersted har en del gårdmalerier udstillet i deres udstillingslokaler sammen med andre malerier fra egnen.

## Erhverv og turisme
Biersted-området har et erhvervsliv med en overvægt af landbrugssektoren. Der er ca. 66 arbejdspladser i området. Beliggenhed tæt ved Aalborg giver udvidelsesmuligheder for både eksisterende og nye virksomheder i eksisterende ledige landbrugsbygninger. Der er et par sommerhuse, men ingen ferieboliger.

## Kongsgården Bjørnkær
Det er formodentlig udstykninger fra Kongsgården Bjørnkær, der har muliggjort udvidelsen af Biersted by. Gården var en selvejergård og hørte i modsætning til så mange andre ikke under Birkelse Hovedgård. Bjørnkær er en gammel kongsgård, som skulle stå til rådighed for kongen. Bjørnskær beliggende på Nymarksvej 108 er med sin hovedbygning fra 1700 og ombygning i 1870 fredet i 1982.
Skoven ved Bjørnkær har store naturværdier og er et godt eksempel på, at gamle skove rummer en højere grad af biologisk mangfoldighed end forholdsvise nye plantager og skovrejsninger.

## Kulturspor
Biersted Kirke (bygget omkring år 1100) ligger på en bakkeø mellem Biersted og Nørhalne. Der har været gravplads her allerede fra bronzealderen. Der har aldrig været megen bebyggelse direkte omkring kirken. Biersted Kirke rummer kalkmalerier af Kristi lidelseshistorie (ca. 1400). Biersteds historie går langt tilbage i tid, hvilket ses af flere gravhøje, hvoraf dog kun to er bevaret og fredet. Biersted har også i kraft af sin beliggenhed, som et vejknudepunkt, haft status som tingsted, da Kjær Herreds Ting har holdt til her i årene 1688 til 1704. Stednavnet Biersted hører også til blandt de ældste i landet, hvor –sted henviser til bosætning og Bier- henviser til et naturforhold, et bjerg – altså ”bostedet på bjerget”.

## Byens udvikling
Den ældste del af Biersted er koncentreret omkring Aabybro-Nørhalne vejen. Her lå forsamlingshus, mejeri og en af Biersteds to skoler – Nordre Skole. Søndre Skole lå i Mejeribyen syd for Biersted. Fjerritslevbanens åbning i 1899 gav muligheder for ny udvikling af byen, og der opstod bebyggelse omkring banen, Stationsbyen. Byen her har været centreret omkring Stationsvej, Idrætsvej og Borgergade. I bykernen lå brugsforeningen (ligger stadig en købmand), og her var de traditionelle hverv som smedie og mekanikere, og der har været mekanikere og vognmænd (stadig to vognmænd i byen). Den nuværende Nørresundby Bank er bygget ovenpå en del af banelegemet og umiddelbart efter banken og legepladsen ligger den gl. stationsbygning. Den er i dag renoveret til almindelig beboelse. Det gamle Biersted og Stationsbyen er nu vokset sammen – der var ca. 280 indbyggere i 1930, ca. 1.800 omkring 1978 og nu ca. 2.030.

## Biersted Kro
Grundlaget for Biersted Kro blev lagt i 1935, da man opførte hotellet som alternativ til forsamlingshuset. Nogle lokale beboere Lars Lund F.V. Jakobsen - Jeppe Manstrup - Jens Jeppesen - Jens Præstegaard dannede en gruppe, som skulle indsamle den fornødne kapital gennem tegninger af folkeaktier.
Bygningen af hotellet blev foreslået af Martin Vad og Kræn Michelsen og indviet den 23. november, 1935. Martha og Jens Levin Sørensen blev ansat som hotel bestyrere. I 1937 blev de afløst af Johanne og Niels Fuglsang.
Aktieselskabet opløstes i 1944 da Fuglsang købte hotellet og drev det indtil 1965. Da Holger Jørgensen tog over samme år, fik Jørgensen også spiritus bevilling, og navnet blev ændret til Kro. I 1971 overtog Birgine og Leif Jensen kroen, renoverede og moderniserede den, fjernede kakkelovnen og skalmurede med gule sten.
I 1978 overtog Mie kroen, og driver den stadig.

## Biersted Hallen
Biersted Idrætsforening er en af de mange foreninger som blev til da man i 30´erne fandt ud af, at man kunne komme meget længere ved at mange stod sammen om den samme sag, bl.a. hvad man skulle foretage sig i fritiden, selvom der ikke var så meget fritid dengang som vi har i dag.
Dengang havde man ikke klubhuse og haller som i dag - nej, da måtte man bruge afholdshotellet til omklædningsrum og samlingssted. Selv banerne man spillede på var anderledes dengang, - en almindelig græsmark, hvor man først skulle have køer og kokager flyttet før hver kamp.
På initiativ af Borgerforeningen og Husmandsforeningen var man gået sammen og tegnet en anpartstegning med det formål at opføre et hotel i byen, (i dag Biersted Kro) og hotellet stod færdig i efteråret 1935. Under indvielses festen kom flere af gæsterne til at tale om, at nu da man havde et hotel, og dermed et samlingssted og et lokale med mulighed for at dyrke gymnastik, burde man starte en idrætsforening.
Fjorten dage efter indvielsen af hotellet, helt præcist den 7. December 1935, blev Biersted Idrætsforening stiftet.
Det helt store vendepunkt for foreningen kom i 1977 - 78, hvor der var en kraftig tilflytning til byen, og man fik en fin fritidsordning med kommunen : "Åbybro-Ordningen" som gav mulighed for at få det nuværende anlæg med eget klubhus og hal. Man vedtog allerede i 1948 at sætte penge til side til eget klubhus men det blev altså først 16 maj 1977 at første spadestik blev taget. Den 7. Oktober 1978 Blev Biersted Hallen Officielt indviet og taget i brug.
Først i 90´erne blev Klubhuset udvidet med en tilbygning. Byggeriet blev udført af frivillig arbejdskraft blandt byens borgere og kom til at indeholde kontor, omklædningsrum og ikke mindst en gildesal som siden er blevet flittigt benyttet af byens borgere.

## Historie

### Tingstedet
Den 26. november 1687 blev Hvetbo Herred lagt sammen med Kær Herred og Hals Birk. Herefter fik de to herreder fælles tingsted på Biersted Hede i Kær Herred, hvor der blev opført et tinghus. Herfra blev tinget flyttet i henhold til kongelig resolution af den 25. november 1704 til Voerbjerg i Nørresundby Sogn. Flytningen blev forberedt ved at bønderne i Ø. og V. Hassing, Ulsted og Hals sogne 16. januar 1705 fik ordre til at levere 54 vogne til transport af tinghusets tømmer fra Biersted til Voerbjerg. Den 24. april 1705 holdtes tinget i Voerbjerg for første gang.

### Biersted-polka
Den svenske spillemand (violin) Niels Andersson lavede Biersted-polka, som er omtalt i Vendsysselske Årbøger 1946 s. 293-294.

### Jernbanedrift
Biersted var stationsby frem til 1969, hvor Aalborg Privatbaner nedlagde stationen, som lå i Borgergade. Biersted var station på strækningen Fjerritslev-Frederikshavn Jernbane.
I begyndelsen af 1980'erne blev strækningen mellem Biersted-Aabybro-Ryå asfalteret. Siden da har de 7 km været brugt som cykelsti.

### Biersted skole
Nordre skole lå på Haldagervej. Omkring 1950 havde skolen to lærere: forskolelærerinde frk. Knudsen og førstelærer Jensen. Byens bibliotek lå i øvrigt her. Nordre skoles elever kom fra den del af Biersted, som lå nord for linien Elbækvej, Teglværksvej og Nødgårdsvej.
Søndre skole lå på Haldagervej 104 i Mejeribyen; overfor mejeriet. Omkring 1950 havde første- og enelærer Henry Bislev al undervisning. Søndre skoles elever kom fra den del af Biersted, som lå syd for linien Elbækvej, Teglværksvej og Nødgårdsvej, samt Smalby.
Det blev besluttet at slå de to skoler sammen. I august 1959 blev Biersted Centralskole indviet. I 1970’erne blev det nødvendigt at udvide skolen og en stor del blev bygget til.

### Indbyggertallet i tidens løb
| År                       | 1801 | 1850 | 1901  | 1921  | 1930 | 1955 | 2009  |
| Indbyggere i hele sognet | 478  | 930  | 1.580 | 1.711 |      |      |       |
| Indbyggere i Biersted by |      |      |       |       | 280  | 499  | 1.706 |